# Speyerer Tagespost
Die Speyerer Tagespost war von 1952 bis zum 31. Dezember 2002 eine Lokalzeitung in Speyer. Ihren Mantel erhielt sie zuletzt vom Mannheimer Morgen.
Die kompletten Jahresbände werden u. a. von der Pfälzischen Landesbibliothek Speyer und im Stadtarchiv Speyer aufbewahrt. Die Internetversion der letzten Jahre vom 6. Juli 1999 bis 31. Dezember 2002, ca. 30.000 Artikel, stehen online zur Verfügung.
Besonders prägend war der langjährige Chefredakteur, der Journalist und Autor Peter Schmidt. Letzter Chefredakteur war Jürgen Gruler, der heute die Schwetzinger Zeitung leitet.
Als Grund für die Einstellung der Zeitung mit einer Schlussauflage von 5000 Exemplaren gab die Mediengruppe Dr. Haas, Eigentümer seit 1999, mangelnde wirtschaftliche Perspektiven an.
Viele der Abonnenten wechselten nach Einstellung der Zeitung nicht zur langjährigen Konkurrenz der Speyerer Rundschau, der Lokalausgabe der Zeitung Die Rheinpfalz, sondern zur Neugründung Speyerer Morgenpost.